# سروب بوغوسیان
سروب بوغوسی بوغوسیان (ارمنی: Սերոբ Պողոսի Պողոսյան؛  زادهٔ ۱۵ اکتبر ۱۹۰۴ - درگذشته ۵ آوریل ۱۹۸۳) یک مورخ و استاد اهل ارمنستان بود.

## زندگی‌نامه
در ۱۵ اکتبر ۱۹۰۴ در ورین هیوروک به دنیا آمد و از دانشکده تاریخ دانشگاه دولتی ایروان (۱۹۳۱) فارغ‌التحصیل شد. وی در دانشگاه دولتی ایروان و موزه تاریخ ارمنستان فعالیت می‌کرد.  وی همچنین برنده دانشمند شایسته ارمنستان شوروی (۱۹۶۵) و نشان برجسته افتخار شده است. وی در ۵ آوریل ۱۹۸۳ در سن ۷۸ سالگی در ایروان درگذشت.

## یادداشت
1. ↑  պատմական գիտությունների դոկտոր